# William H. Gerdts
William Henry Gerdts Jr. (18 de enero de 1929 - 14 de abril de 2020) fue un historiador del arte estadounidense y profesor de Historia del Arte en el Centro de Graduados de CUNY. Gerdts fue autor de más de veinticinco libros sobre arte estadounidense. Experto en impresionismo estadounidense, también era conocido por su trabajo en la pintura de obras de naturaleza muerta estadounidenses del siglo XIX. 

## Educación y primeros años
Gerdts nació en Jersey City, Nueva Jersey. A partir de 1945 asistió al Amherst College.  Recibió un Bachillerato en Artes de Amherst en febrero de 1949. En septiembre de ese año se inscribió en la Facultad de Derecho de Harvard, pero después de cuatro días se cambió al Departamento de Bellas Artes. Allí obtuvo una maestría en 1950 y un doctorado en 1966. 

## Carrera
Los puestos profesionales de Gerdts incluyeron el de Curador de Arte en el Museo de Norfolk y el de director residente de la Casa Moses Myers en Norfolk; Curador de Pintura y Escultura en el Museo de Newark; y profesor asociado y director de galería en la Universidad de Maryland, College Park desde 1966 hasta 1969. En 1971 se unió a la facultad de Brooklyn College y al Centro de Graduados de CUNY.
También enseñó en la Universidad de Maryland, y fue profesor visitante en la Universidad Johns Hopkins, la Universidad de Rutgers y la Universidad de Washington. Recibió una beca Guggenheim y una beca de la American Philosophical Society. En 1992 fue galardonado con un Doctorado Honorario en Letras Humanas por el Amherst College, y en 1996 la Universidad de Syracuse le concedió un Doctorado Honorario en Bellas Artes. 
En 2008-9 fue distinguido profesor y asesor principal de arte estadounidense en la Academia de Bellas Artes de Pensilvania.
Se desempeñó como Vicepresidente de la Galería Coe Kerr en Nueva York. 
Complementando su carrera como académico, formó parte del Consejo Asesor de Arte de la Fundación Internacional para la Investigación del Arte (IFAR).

## Muerte
Gerdts murió de complicaciones relacionadas con el COVID-19 a los 91 años, el 14 de abril de 2020, durante la pandemia del COVID-19 en los Estados Unidos.

## Trabajos seleccionados
Los escritos publicados de Gerdts abarcan unas 342 obras en 443 publicaciones en 6 idiomas y 24.892 existencias de bibliotecas.
- 2016 — Two Centuries of American Still-Llife Painting: The Frank and Michelle Hevrdejs Collection. Exh. cat. Museum of Fine Arts, Houston.
- 2013  — (With Nathan Vonk) In Defense of Beauty: Leon Dabo Florals. Exh. cat. Santa Barbara: Sullivan Goss.[9]
- 2012 —  (With Cody Hartley, Frank Goss, and Nathan Vonk) The Pastels of Leon Dabo. Exh. cat. Santa Barbara: Sullivan Goss.
- 2012 — Once Upon an Island: Stephen Scott Young in the Bahamas. New York: Adelson Galleries. ISBN 978-0-9815801-4-2.
- 2003 — The Golden Age of American Impressionism. New York: Watson-Guptill. ISBN 0-8230-2093-2.
- 1998 — (With Will South) California Impressionism. Abbeville Press. ISBN 0789201763.af
- 1997 — The Color of Modernism: The American Fauves. New York: Hollis Taggert Gallery.
- 1994 — Impressionist New York. Abbeville Press. ISBN 1-55859-328-4.
- 1990 — Art Across America: Two Centuries of Regional Painting, 1710–1920, 3 vols. Abbeville Press.
- 1987 — The Art of Henry Inman. National Portrait Gallery, Smithsonian Institution.
- 1984 — American Impressionism. Abbeville Press. (2nd ed. 2001)
- 1981 — The Art of Healing: Medicine and Science in American Art. Exh. cat. Birmingham Museum of Art.
- 1981 — Painters of the Humble Truth: Masterpieces of American Still Life, 1801–1930. University of Missouri Press.
- 1974 — The Great American Nude: A History in Art. (American Art & Artists series) Praeger.
- 1973 — American Neo-Classic Sculpture: The Marble Resurrection. Viking Press.
- 1971 — (With Russell E. Burke) American Still-Life Painting. (American Art & Artists series) Praeger.
- 1967 — American Still Life Painting, 1913–1967. Exh. cat. American Federation of the Arts.
- 1966 — "Painting and Sculpture in New Jersey." Ph.D. diss. Harvard University.[10] (published by Van Nostrand, 1964)[11]